# Kalle Koblet
Pour les articles homonymes, voir Koblet.
Kalle Koblet, né le 17 août 1997 à Winterthour, est un snowboardeur suisse, spécialiste de boardercross. Il compte une victoire de coupe du monde.

## Biographie
Kalle Koblet naît le 17 août 1997 à Winterthour.

## Carrière sportive
Il participe aux aux Jeux olympiques d'hiver de 2018 à Pyeongchang en Corée du Sud et Jeux olympiques d'hiver de 2022 à Pékin en Chine.
En mars 2021, il monte sur son premier podium de coupe du monde en terminant deuxième à Bakouriani en Géorgie.
En mars 2023, il remporte son premier succès de coupe du monde à la Sierra Nevada en Espagne. Il est le deuxième snowboardeur masculin suisse, après Guillaume Nantermod, à remporter une épreuve de boardercross.
En janvier 2024, il termine deuxième à Saint-Moritz en Suisse.